# Sigorta Shop SK
Sigorta Shop SK – turecki klub siatkarski kobiet, powstały w 2020 w Ankarze. Klub od sezonu 2021/2022 występuje w najwyższej klasie rozgrywkowej Turcji w Vestel Venus Sultanlar Ligi. 

## Nazwy klubu[2]
- 2020-2022 Mert Grup Sigorta
- 2022-2023 Sigorta Shop
- 2023-2024 Muratpaşa Belediyesi Sigorta Shop
- 2024- Keçiören Belediyesi Sigorta Shop

## Bilans sezon po sezonie
| Sezon     | Rozgrywki ligowe | Puchar Turcji |
| Sezon     | Miejsce          | Puchar Turcji |
| --------- | ---------------- | ------------- |
| 2020/2021 | 1. miejsce       |               |
| 2021/2022 | 9. miejsce       | faza grupowa  |
| 2022/2023 | 12. miejsce      | faza grupowa  |
| 2023/2024 | 8. miejsce       | faza grupowa  |
| 2024/2025 | 13. miejsce      | faza grupowa  |

Poziom rozgrywek:
     pierwszy, najwyższy ogólnokrajowy
     drugi
     trzeci
     czwarty
     piąty

## Kadra

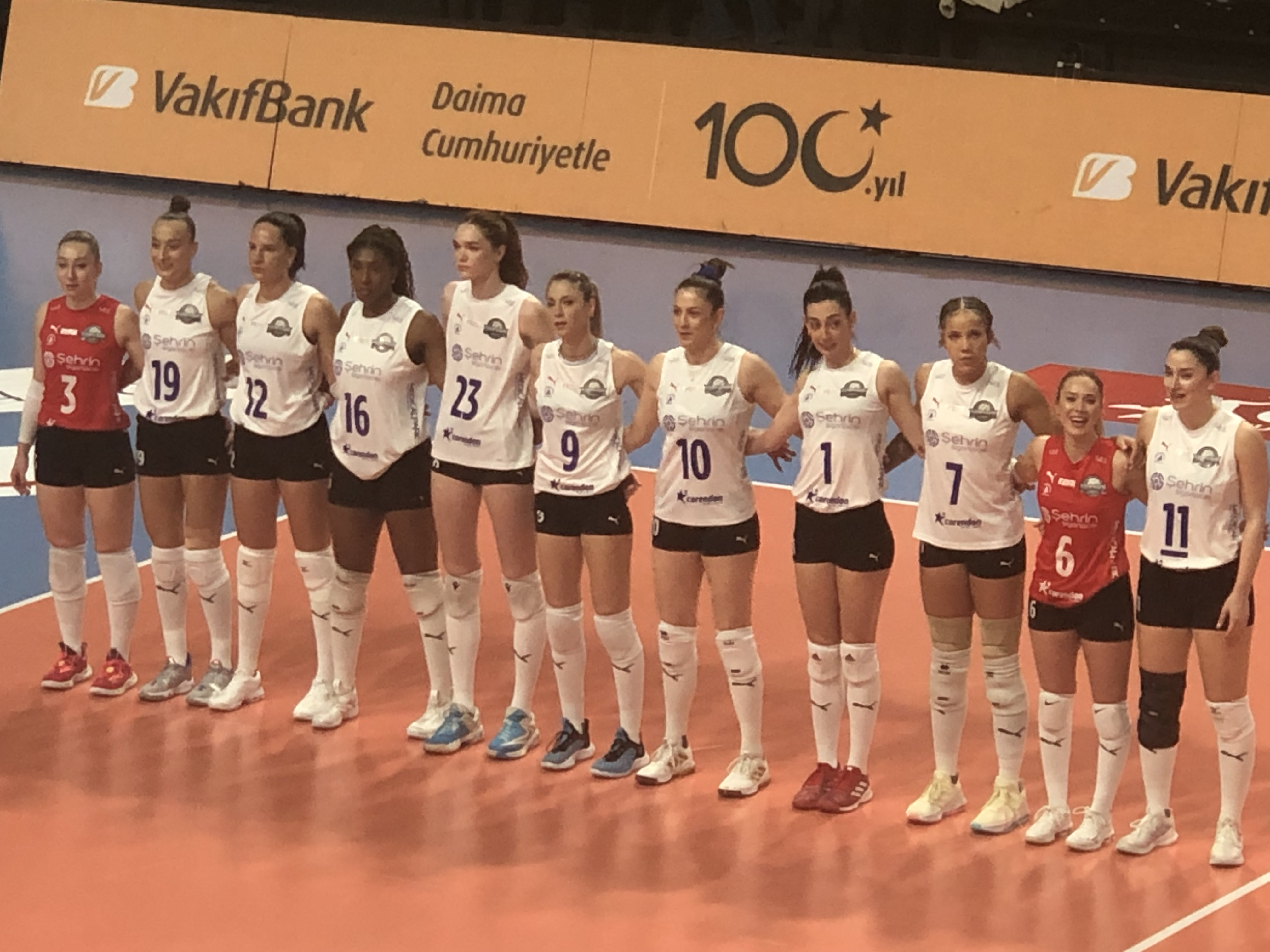
Zawodniczki Muratpaşa Belediyesi Sigorta Shop w sezonie 2023/2024

### Sezon 2023/2024[5]
| Nr | Imię i nazwisko                  | Data ur. | Wzrost | Pozycja      |
| -- | -------------------------------- | -------- | ------ | ------------ |
| 1  | Ceren Karagöl                    | 1997     | 185    | środkowa     |
| 2  | Işıl Kartalkanat (od 02.02.2024) | 1991     |        | środkowa     |
| 3  | Merve Izbilir                    | 1997     | 174    | libero       |
| 5  | Aybüke Güldenoğlu                | 2002     | 187    | przyjmująca  |
| 5  | Ecem Şahin                       | 1992     | 187    | środkowa     |
| 6  | Derya Cayirgan                   | 1987     | 168    | libero       |
| 7  | Micaya White                     | 1998     | 186    | przyjmująca  |
| 9  | Burcu Yönder                     | 1997     | 185    | rozgrywająca |
| 10 | Buket Yılmaz                     | 1994     | 182    | przyjmująca  |
| 11 | Aslıhan Kılıç                    | 1998     | 180    | rozgrywająca |
| 12 | Anastasia Guerra                 | 1996     | 186    | przyjmująca  |
| 13 | Aybüke Özdemir (od 02.02.2024)   | 1996     | 192    | środkowa     |
| 16 | Stephanie Samedy                 | 1998     | 188    | atakująca    |
| 17 | Eylül Öntaş                      | 2005     | 178    | libero       |
| 18 | Burcu Şentürk                    | 1994     | 177    | rozgrywająca |
| 19 | Hande Korkut                     | 1990     | 188    | środkowa     |
| 23 | Marina Markowa (do 07.02.2024)   | 2001     | 199    | przyjmująca  |

### Sezon 2022/2023[6]
| Nr | Imię i nazwisko                   | Data ur. | Wzrost | Pozycja      |
| -- | --------------------------------- | -------- | ------ | ------------ |
| 1  | Michaela Mlejnková                | 1996     | 185    | przyjmująca  |
| 2  | Merve Izbilir                     | 1997     | 174    | libero       |
| 3  | Tuğçe Akman                       | 1995     | 180    | przyjmująca  |
| 5  | Elif Olca Mızrakçi                | 2002     |        | libero       |
| 6  | Derya Cayirgan (do 30.12.2022)    | 1987     | 168    | libero       |
| 6  | Lila Sengün                       | 2002     | 183    | rozgrywająca |
| 7  | Gözde Nur Turan                   | 2003     | 187    | środkowa     |
| 8  | Kelsie Payne                      | 1995     | 193    | atakująca    |
| 9  | Ezgi Akyaldız                     | 1998     | 182    | przyjmująca  |
| 11 | Ayça Ismailçebioğlu               | 1998     | 187    | przyjmująca  |
| 12 | Hande Naz Sunar                   | 1995     | 185    | środkowa     |
| 14 | Pelin Eroktay                     | 2004     | 189    | atakująca    |
| 16 | Ceylan Arısan                     | 1994     | 190    | środkowa     |
| 18 | Burcu Şentürk                     | 1994     | 177    | rozgrywająca |
| 19 | Marin Grote                       |          | 193    | środkowa     |
| 23 | Ilka Van de Vyver (do 28.12.2022) | 1993     | 170    | rozgrywająca |
| 70 | Duru Aşali                        | 2004     | 178    | rozgrywająca |
| 99 | Ezgi Kezban Kara (do 30.12.2022)  | 2000     | 186    | środkowa     |

### Sezon 2021/2022[7]
| Nr | Imię i nazwisko                      | Data ur. | Wzrost | Pozycja      |
| -- | ------------------------------------ | -------- | ------ | ------------ |
| 1  | Gizem Çerağ Düzeltir (do 24.12.2021) | 1996     | 170    | libero       |
| 1  | Merve Izbilir                        | 1997     | 174    | libero       |
| 2  | Defne Polatdemir                     | 1997     |        | rozgrywająca |
| 3  | Gaila González López                 | 1996     | 188    | atakująca    |
| 5  | Alara Altundağ                       | 1994     | 160    | libero       |
| 6  | Özge Nur Çetiner                     | 1993     | 193    | środkowa     |
| 7  | Mirosława Paskowa                    | 1996     | 182    | przyjmująca  |
| 8  | Seda Menekşe                         | 1997     | 185    | przyjmująca  |
| 10 | Selin Yurtsever Toy                  | 1993     | 181    | atakująca    |
| 11 | Ayça Ismailçebioğlu                  | 1998     | 187    | przyjmująca  |
| 12 | Melek Erpin Erbuğa                   | 2002     | 170    | rozgrywająca |
| 13 | Olga Biriukowa                       | 1994     | 194    | przyjmująca  |
| 15 | Merve Cepni                          | 1996     | 187    | środkowa     |
| 16 | Merve Ikbal Albayrak                 | 1991     | 182    | środkowa     |
| 17 | Cansu Aydınoğulları                  | 1992     | 180    | rozgrywająca |